# 犹太-马拉雅拉姆语
犹太-马拉雅拉姆语（希伯來語：‎）是印度南部喀拉拉邦科钦犹太人的语言。以此为母语者在以色列仅有几十人，在印度则不超过25人。
犹太-马拉雅拉姆语是已知的唯一两种达罗毗荼语系的犹太语言之一（另一种是犹太-泰卢固语，一种新被划分的语言，仅在安得拉邦由一小型犹太社区使用。该社区在很长一段时间内都并不信仰犹太教，因此也没有产生出独特的泰卢固语变体或方言）。
犹太-马拉雅拉姆语与其他马拉雅拉姆语方言在语法上并没有显著差别，因此，其独立语言的地位并没有受到广泛认可。犹太-马拉雅拉姆语与其他犹太语言，如拉迪诺语、犹太-阿拉伯语及意地绪语有相似的特征，如对希伯来语的逐字翻译、极其存古（其仍保留了马拉雅拉姆语与泰米尔语彻底分离之前的词汇、语音及语法）、动词及名词中的希伯来语成分及基于这些成分的用途。由于缺乏研究，其并没有ISO语言代码。与其他犹太语言不同的是，犹太-马拉雅拉姆语并不用希伯来字母书写，而是使用马拉雅拉姆语字母书写。其与北Malabar地区由穆斯林使用的Mappila马拉雅拉姆语极其相似，例如，“坟墓”在两者中均是“Khabar”或“Khabura”，“死亡”在犹太-马拉雅拉姆语中是“śālōṃ āyi”，Mappila马拉雅拉姆中是“ayyattŭ āyi”，在标准马拉雅拉姆语中则是“mariccu pōyi”。部分于16世纪及其后来到印度的塞法迪犹太人声称拉迪诺语影响了犹太-马拉雅拉姆语，但没有语言学证据支持这一观点。与标准马拉雅拉姆语相同，犹太-马拉雅拉姆语中也存在梵语及巴利语借词（在标准马拉雅拉姆语及其他达罗毗荼语系语言中，梵语及巴利语借词被广泛地运用于佛教及印度教文献中）。
因现今大部分关于科钦犹太人的民族学资料都是由16世纪及其后来到印度的塞法迪犹太人提供的，语言学界对犹太-马拉雅拉姆语缺乏了解。科钦犹太人移民以色列之后便参与了对自己语言的记录及研究工作。2009年，Ben Zvi研究所发起了一个记录及研究犹太-马拉雅拉姆语的项目，研究成果的的电子档向公众开放。